# Ластовецький Анатолій Романович
Анатолій Романович Ластовецький (6 квітня 1935) — український радянський діяч, новатор виробництва, апаратник Вінницького хімічного комбінату Вінницької області. Член Ревізійної Комісії КПУ в 1976—1981 р. Кандидат у члени ЦК КПУ в 1981—1986 р.

## Біографія
У 1960—1980-х рр. — апаратник Вінницького хімічного комбінату (заводу) імені Свердлова Вінницької області.
Член КПРС з 1964 року.
Потім — на пенсії у місті Вінниці.

## Нагороди
- ордени
- медалі